# Nikol Kučerová
Nikol Kučerová, née le 23 juin 1989 à Turnov, est une skieuse acrobatique tchèque, spécialisée dans le skicross, à l'origine skieuse alpine.

## Biographie
Membre du club TJ Bizuterie Jablonec, elle fait ses débuts dans des courses FIS en ski alpin lors de la saison 2004-2005, pour remporter ses premières compétitions en 2006, où elle dispute son premier championnat du monde junior. En 2008, elle est au départ de la Coupe d'Europe, avant de connaître un temps fort, sa participation au slalom des Championnats du monde à Val d'Isère, où ne voit pas l'arrivée.
En ski acrobatique, elle apparaît pour la première fois sur une compétition officielle en 2009 à la Coupe d'Europe, puis dans la Coupe du monde de skicross en 2010, marquant des points dès sa deuxième course à Branäs (19e). En décembre 2010,  elle se retrouve même sur son premier podium avec une troisième place à San Candido.
En 2014, elle prend part aux Jeux olympiques à Sotchi, se faisant éliminer en huitièmes de finales (24e). Cet hiver, son meilleur résultat est dixième à La Plagne. Quatre ans plus tard, lors des Jeux olympiques de Pyeongchang, elle  passe un tour de plus pour se classer quatorzième finalement. En décembre 2017, elle avait renoué avec le top dix en Coupe du monde avec sixième place à San Candido. Elle se qualifie pour ses prochaines demi-finales en 2020 à Megève et Sunny Valley.
En 2015, elle enregistre son meilleur résultat aux Championnats du monde en atteignant les demi-finales à Kreischberg. En 2019, elle est septième.

## Palmarès en ski acrobatique

### Jeux olympiques d'hiver
| Épreuve / Édition   | Skicross |
| JO 2014 Sotchi      | 24e      |
| JO 2018 Pyeongchang | 14e      |

### Championnats du monde
| Épreuve / Édition          | Skicross |
| Mondiaux 2011 Deer Valley  | 12e      |
| Mondiaux 2013 Voss         | 25e      |
| Mondiaux 2015 Kreischberg  | 6e       |
| Mondiaux 207 Sierra Nevada | 15e      |
| Mondiaux 2019 Solitude     | 7e       |
| Mondiaux 2021 Idre Fjäll   | 18e      |

### Coupe du monde
- Meilleur classement général : 36e en 2011.
- Meilleur classement du skicross : 10e.
- 1 podium individuel : 1 troisième place.